# Nick Woltemade
Nick Woltemade (* 14. února 2002) je německý fotbalista, který hraje jako útočník nebo záložník za německý klub VfB Stuttgart a německou reprezentaci.

## Klubová kariéra
Woltemade se připojil k mládeži Werderu Brémy v roce 2010. 
V srpnu 2022 se Woltemade připojil na roční hostování k SV Elversberg, který postoupil do 2. ligy.
Před sezónou 2024/25 Woltemade přestoupil do VfB Stuttgart a podepsal s klubem čtyřletou smlouvu. Ve finále DFB-Pokalu vstřelil gól.

## Reprezentační kariéra
Woltemade je mládežnickým reprezentantem Německa, v roce 2019 se zúčastnil mistrovství Evropy hráčů do 17 let.
Dne 22. května 2025 byl Woltemade poprvé povolán do německé seniorské reprezentace pro Ligu národů UEFA. Debutoval o několik týdnů později, 4. června, v semifinále turnaje proti Portugalsku.